# Challenger de Antofagasta
El Challenger de Antofagasta (nombre oficial: Dove Men+Care Challenger Antofagasta) es un torneo de tenis de la categoría Challenger que se lleva a cabo en Antofagasta, Chile. La primera edición fue en septiembre de 2023 y se juega al aire libre sobre arcilla.

## Lista de ganadores

### Singles
| Año  | Campeón              | Finalista     | Resultado      |
| ---- | -------------------- | ------------- | -------------- |
| 2023 | Camilo Ugo Carabelli | Tristan Boyer | 3–6, 6–1, 7–5. |

### Dobles
| Año  | Campeones                     | Finalistas                     | Resultado         |
| ---- | ----------------------------- | ------------------------------ | ----------------- |
| 2023 | Boris Arias Federico Zeballos | Luciano Darderi Murkel Dellien | 5–7, 6–4, [10–8]. |